# Fenilalanin hidroxilază
Fenilalanin hidroxilaza (PAH, EC 1.14.16.1) este o enzimă care catalizează hidroxilarea catenei laterale aromatice a fenilalaninei pentru generarea tirozinei. PAH este unul dintre cei trei membri ai hidroxilazelor aminoacizilor aromatici dependente de biopterină, o clasă de monooxigenază care utilizează tetrahidrobiopterina (BH4, un cofactor pteridină) și fier non-hem pentru cataliză. În timpul reacției, oxigenul molecular este scindat heterolitic cu încorporarea secvențială a unui atom de oxigen în substratul BH4 și fenilalanină. La om, mutațiile în gena sa codificatoare, PAH, pot duce la tulburarea metabolică fenilcetonurie.

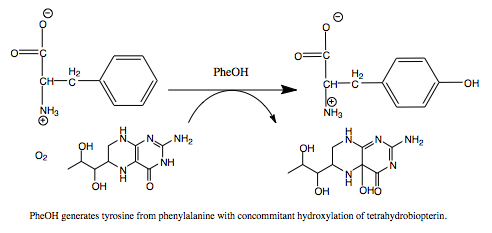
Reacția catalizată de PAH

## Mecanismul enzimatic
Se crede că reacția va decurge prin următorii pași:
1. formarea unei punți Fe(II)-OO-BH 4
2. scindarea heterolitică a legăturii OO pentru a produce intermediarul de hidroxilare feril oxo Fe(IV)=O
3. atac asupra Fe(IV)=O pentru a hidroxila substratul fenilalaninei la tirozină. [6]

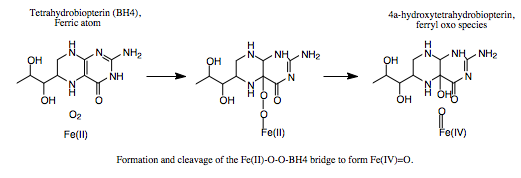
Mecanismul PAH, partea I

Formarea și clivajul punții fier-peroxipterină. Deși dovezile susțin puternic Fe(IV)=O ca intermediar de hidroxilare, detaliile mecaniciste care stau la baza formării punții Fe(II)-OO- BH4 înainte de clivajul heterolitic rămân controversate. Au fost propuse două căi pe baza unor modele care diferă în apropierea fierului de cofactorul pterina și a numărului de molecule de apă presupus a fi coordonate cu fier în timpul catalizei. Conform unui model, un complex de dioxigen de fier este inițial format și stabilizat ca hibrid de rezonanță al Fe 2+ O 2 și Fe 3+ O 2 − . O 2 activat atacă apoi BH4, formând o stare de tranziție caracterizată prin separarea sarcinii între inelul pterina cu deficit de electroni și speciile de dioxigen bogate în electroni. Ulterior se formează puntea Fe(II)-OO- BH4 . Pe de altă parte, formarea acestei punți a fost modelată presupunând că BH4 este situat în prima carcasă de coordonare a fierului și că fierul nu este coordonat cu nicio moleculă de apă. Acest model prezice un mecanism diferit care implică un radical pterin și un superoxid ca intermediari critici. Odată formată, puntea Fe(II)-OO- BH4 este ruptă prin clivarea heterolitică a legăturii OO la Fe(IV)=O și 4a-hidroxitetrahidrobiopterină; astfel, oxigenul molecular este sursa ambilor atomi de oxigen utilizați pentru hidroxilarea inelului pterina și a fenilalaninei.

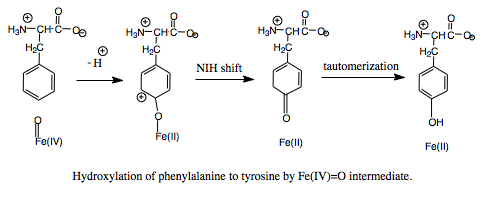
Mecanismul PAH, partea II

Hidroxilarea fenilalaninei prin intermediar feril oxo. Deoarece mecanismul implică un intermediar de hidroxilare Fe(IV)=O (spre deosebire de peroxipterina), oxidarea cofactorului BH4 și hidroxilarea fenilalaninei pot fi decuplate, rezultând un consum neproductiv de BH4 și formarea de H2O2 .  Când este productiv, totuși, intermediarul Fe(IV)=O este adăugat la fenilalanină într-o reacție de substituție aromatică electrofilă care reduce fierul din feril la starea feroasă.  Deși inițial a fost propus un oxid de arenă sau un intermediar radical, analizele legate de triptofan și tirozin hidroxilaze au sugerat că reacția se desfășoară printr-un intermediar cationic care necesită ca Fe(IV)=O să fie coordonat cu un ligand de apă, mai degrabă decât cu o grupare hidroxo. .   Acest intermediar cationic suferă ulterior o schimbare NIH de 1,2-hidrură, producând un intermediar dienon care apoi se tautomerizează pentru a forma produsul tirozină.  Cofactorul pterina este regenerat prin hidratarea produsului carbinolamină al PAH la dihidrobiopterina chinoidică ( qBH2 ), care este apoi redusă la BH4 . 

## Reglarea enzimelor
PAH este propusă să utilizeze modelul morfeeinei de reglare alosterică.
PAH de mamifere există într-un echilibru format din tetrameri cu două arhitecturi distincte, cu una sau mai multe forme dimerice ca parte a echilibrului. Acest comportament este în concordanță cu un mecanism alosteric disociativ.
Multe studii sugerează că PAH la mamifere prezintă un comportament comparabil cu porfobilinogen sintetaza (PBGS), în care o varietate de factori, cum ar fi pH-ul și legarea ligandului, sunt raportați că afectează activitatea enzimatică și stabilitatea proteinei.

## Structura
Monomerul PAH (51,9 kDa) constă din trei domenii distincte: un domeniu N-terminal reglator (reziduurile 1-117) care conține un subdomeniu ACT care leagă Phe, domeniul catalitic (reziduurile 118-427) și un domeniu C-terminal (reziduuri 428–453) responsabile de oligomerizarea monomerilor identici. S-au efectuat analize cristalografice extinse, în special pe domeniul catalitic coordonat cu pterină și fier pentru a examina locul activ. S-a determinat, de asemenea, structura domeniului de reglare N-terminal și împreună cu structura rezolvată a domeniului de tetramerizare C-terminal omoloage tirozin hidroxilazei, a fost propus un model structural de PAH tetrameric.  Folosind cristalografia cu raze X, structura PAH de șobolan de lungime completă a fost determinată experimental și a arătat forma auto-inhibată sau starea de repaus a enzimei.  Forma de stare de repaus (RS-PAH) este distinctă arhitectural de forma activată (A-PAH).  Lipsește în prezent o structură de lungime completă a A-PAH, dar a fost determinată interfața ACT-ACT stabilizată cu Phe care este caracteristică A-PAH și a fost propus un model structural de A-PAH bazat pe analiza SAXS.  

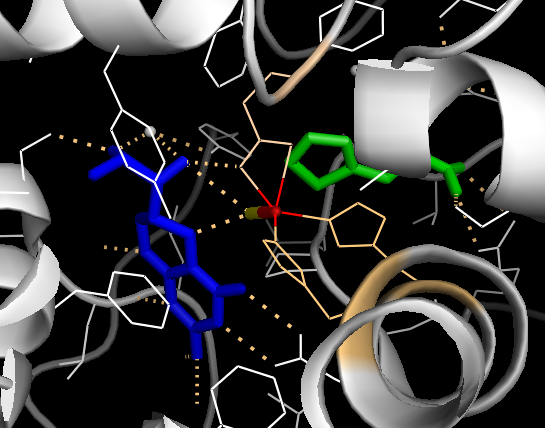
Model al situsului activ al PAH legat de BH4, feros și un analog de fenilalanină. (din PDB 1KW0) Analog de fenilalanină, BH4, fier, reziduuri His și Glu coordonate cu Fe(II)

### Domeniul catalitic
Structurile cristaline rezolvate ale domeniului catalitic indică faptul că situsul activ constă dintr-o pungă deschisă și spațioasă căptușită în principal de reziduuri hidrofobe, deși sunt prezente și trei resturi de acid glutamic, două histidine și o tirozină și care leagă fierul. Există dovezi contradictorii cu privire la starea de coordonare a atomului feros și proximitatea acestuia de BH4 în situl activ. Conform analizei cristalografice, Fe(II) este coordonat de apă, His285, His290 și Glu330 (un aranjament de triadă facială 2-his-1-carboxilat) cu geometrie octaedrică. Includerea unui analog Phe în structura cristalină schimbă atât fierul dintr-o stare de șase la una de cinci coordonate care implică o singură moleculă de apă și coordonarea bidentată la Glu330 și deschiderea unui situs pentru legarea oxigenului. BH4 este deplasat concomitent către atomul de fier, deși cofactorul pterina rămâne în a doua sferă de coordonare.  Pe de altă parte, un model concurent bazat pe analize RMN și modelare moleculară sugerează că toate moleculele de apă coordonate sunt forțate să iasă din locul activ în timpul ciclului catalitic, în timp ce BH4 devine direct coordonat cu fierul.  După cum sa discutat mai sus, rezolvarea acestei discrepanțe va fi importantă pentru determinarea mecanismului exact al catalizei PAH.

### Domeniul de reglementare N-terminal
Natura de reglementare a domeniului N-terminal (reziduurile 1-117) este conferită de flexibilitatea sa structurală. Analiza schimburilor de hidrogen/deuteriu indică faptul că legarea alosterică a Phe modifică la nivel global conformația PAH, astfel încât situsul activ este mai puțin oclus pe măsură ce interfața dintre domeniile reglator și catalitic este din ce în ce mai expusă la solvent. Această observație este în concordanță cu studiile cinetice, care arată o rată inițial scăzută de formare a tirozinei pentru PAH de lungime completă. Acest timp de întârziere nu este observat, totuși, pentru o PAH trunchiată, lipsită de domeniul N-terminal sau dacă enzima de lungime completă este pre-incubată cu Phe. Ștergerea domeniului N-terminal elimină, de asemenea, timpul de întârziere în timp ce crește afinitatea pentru Phe de aproape două ori; nu se observă nicio diferență în V max sau K m pentru cofactorul tetrahidrobiopterină. Reglementarea suplimentară este furnizată de Ser16; fosforilarea acestui reziduu nu modifică conformația enzimei, dar reduce concentrația de Phe necesară pentru activarea alosterică. Acest domeniu de reglare N-terminal nu este observat în PAH bacteriene, dar prezintă o omologie structurală considerabilă cu domeniul de reglare al fosfogilcerat dehidrogenazei, o enzimă din calea biosintetică a serinei.

### Domeniul de tetramerizare
PAH procariotă este monomerică, în timp ce PAH eucariotă există într-un echilibru între formele homotetramerice și homodimerice. Interfața de dimerizare este compusă din bucle legate de simetrie care leagă monomeri identici, în timp ce domeniul de tetramerizare C-terminal suprapus mediază asocierea dimerilor distincti conformațional care sunt caracterizați printr-o orientare relativă diferită a domeniilor catalitic și tetramerizare (Flatmark, Erlandsen). Distorsiunea rezultată a simetriei tetramerului este evidentă în suprafața diferențială a interfețelor de dimerizare și distinge PAH de tirozin hidroxilaza tetrameric simetrică.  S-a propus un mecanism de schimbare a domeniilor pentru a media formarea tetramerului din dimeri, în care alfa-helixurile C-terminale își modifică reciproc conformația în jurul unei regiuni flexibile de balama C-terminal cu cinci reziduuri pentru a forma o structură în spirală, schimbând echilibrul spre forma tetramerică. Deși ambele forme homodimerică și homotetramerică ale PAH sunt active catalitic, cele două prezintă cinetică și reglare diferențială. În plus față de eficiența catalitică redusă, dimerul nu prezintă o cooperare pozitivă față de L-Phe (care la concentrații mari activează enzima), sugerând că L-Phe reglează alosteric PAH influențând interacțiunea dimer-dimer. 

## Funcția biologică
PAH este o enzimă critică în metabolismul fenilalaninei și catalizează etapa de limitare a vitezei în catabolismul său complet la dioxid de carbon și apă. Reglarea fluxului prin căile asociate fenilalaninei este critică în metabolismul mamiferelor, așa cum demonstrează toxicitatea nivelurilor plasmatice ridicate ale acestui aminoacid observată în fenilcetonurie (vezi mai jos). Principala sursă de fenilalanină sunt proteinele ingerate, dar relativ puține dintre ele este folosit pentru sinteza proteinelor. În schimb, majoritatea fenilalaninei ingerate este catabolizată prin PAH pentru a forma tirozină. Adăugarea grupării hidroxil permite ca ciclul benzenic să fie rupt în etapele catabolice ulterioare. Transaminarea la fenilpiruvat, ai cărui metaboliți sunt excretați prin urină, reprezintă o altă cale de turnover a fenilalaninei, dar predomină catabolismul prin HAP. 
La om, această enzimă este exprimată atât în ficat, cât și în rinichi și există unele indicii că poate fi reglată diferențial în aceste țesuturi. PAH este neobișnuită printre hidroxilazele aminoacizilor aromatici pentru implicarea sa în catabolism; tirozină și triptofan hidroxilaze, pe de altă parte, sunt exprimate în principal în sistemul nervos central și catalizează etapele limitatoare ale vitezei în biosinteza neurotransmițătorului/hormonului. 

## Boli
Deficiența activității PAH din cauza mutațiilor în PAH provoacă hiperfenilalaninemie (HPA), iar atunci când nivelurile de fenilalanină din sânge cresc de peste 20 de ori concentrația normală, rezultă boala metabolică fenilcetonurie (PKU). PKU este heterogenă atât genotipic, cât și fenotipic: au fost identificate peste 300 de variante patogene distincte, dintre care majoritatea corespund mutațiilor la domeniul catalitic. Când o cohortă de mutanți PAH identificați au fost exprimate în sisteme recombinante, enzimele au prezentat un comportament cinetic modificat și/sau stabilitate redusă, în concordanță cu maparea structurală a acestor mutații atât în domeniul catalitic, cât și în domeniul tetramerizării enzimei. BH4 4 a fost administrat ca tratament farmacologic și s-a dovedit că reduce nivelurile sanguine de fenilalanină pentru un segment de pacienți cu PKU ale căror genotipuri conduc la o activitate reziduală a HAP, dar nu au nici un defect în sinteza sau regenerarea BH4 4. Studiile ulterioare sugerează că, în cazul anumitor mutații ai PAH, excesul de BH44 acționează ca o însoțitoare farmacologică pentru a stabiliza enzimele mutante cu ansamblu tetramer perturbat și sensibilitate crescută la scindarea și agregarea proteolitică. Mutațiile care au fost identificate în locusul PAH sunt documentate la baza de cunoștințe Phenylalanine Hydroxylase Locus (PAHdb, https://web.archive.org/web/20130718162051/http://www.pahdb.mcgill.ca/ ).
Deoarece fenilcetonuria poate provoca daune ireversibile, este inecesar ca deficiențele PAH să fie determinate devreme în dezvoltare. Inițial, acest lucru a fost realizat folosind un test de inhibiție bacteriană cunoscut sub numele de Testul Guthrie. Acum, PKU face parte din screening-ul nou-născuților în multe țări, iar nivelurile crescute de fenilalanină sunt identificate la scurt timp după naștere prin măsurarea cu spectrometrie de masă în tandem. Punerea individului pe o dietă cu conținut scăzut de fenilalanină și cu o dietă bogată în tirozină poate ajuta la prevenirea oricăror daune pe termen lung asupra dezvoltării lor.

## Enzime înrudite
Fenilalanina hidroxilaza este strâns legată de alte două enzime:
- triptofan hidroxilază (numărul CE 1.14.16.4), care controlează nivelurile de serotonină din creier și tractul gastrointestinal
- tirozinhidroxilaza (numărul CE 1.14.16.2), care controlează nivelurile de dopamină, epinefrină și norepinefrină în creier și medula suprarenală.

Cele trei enzime sunt omoloage, adică se crede că au evoluat din aceeași hidroxilază veche.